# Rhynchosia castroi
Rhynchosia castroi är en ärtväxtart som beskrevs av Baker f. Rhynchosia castroi ingår i släktet Rhynchosia och familjen ärtväxter. Inga underarter finns listade i Catalogue of Life.